# Regionalwahlen in Italien 1995
Die Regionalwahlen in Italien 1995 fanden in den fünfzehn Regionen mit Normalstatut am 23. April statt.

## Zusammenfassung der Ergebnisse
| Region                    | Mitte-links               | Mitte-rechts               | Lega Nord                 | PRC                      | Liste Pannella            | Fiamma Tricolore          | Sonstige | Präsident vor der Wahl   |
| ------------------------- | ------------------------- | -------------------------- | ------------------------- | ------------------------ | ------------------------- | ------------------------- | -------- | ------------------------ |
| Piemont → Ergebnis        | Giuseppe Pichetto 35,2 %  | Enzo Ghigo 39,7 %          | Domenico Comino 11,1 %    | Giovanni Alasia 9,3 %    | Carmelo Palma 2,0 %       | –                         | 2,7 %    | Gian Paolo Brizio        |
| Lombardei → Ergebnis      | Diego Masi 27,6 %         | Roberto Formigoni 41,6 %   | Francesco Speroni 17,7 %  | Giuseppe Torri 8,2 %     | Marco Pannella 2,4 %      | –                         | 2,1 %    | Paolo Arrigoni           |
| Venetien → Ergebnis       | Ettore Bentsik 38,2 %     | Giancarlo Galan 38,2 %     | Alberto Lembo 17,5 %      | Paolo Cacciari 6,9 %     | Emilio Vesce 1,4 %        | –                         | 3,7 %    | Aldo Bottin              |
| Ligurien → Ergebnis       | Giancarlo Mori 42,4 %     | Sergio Magliola 38,0 %     | Giacomo Chiappori 6,6 %   | Giuseppe Tarantino 8,6 % | Vittorio Pezzuto 1,7 %    | –                         | 2,7 %    | Giancarlo Mori           |
| Emilia-Romagna → Ergebnis | Pier Luigi Bersani 53,8 % | Gianfranco Morra 32,0 %    | Pierluigi Copercini 3,8 % | Renato Albertini 8,8 %   | Carduccio Parizzi 1,6 %   | –                         | –        | Pier Luigi Bersani       |
| Toskana → Ergebnis        | Vannino Chiti 50,1 %      | Paolo Del Debbio 36,1 %    | – (Mitte-links)           | Luciano Ghelli 12,4 %    | Vincenzo Donvito 1,4 %    | –                         | –        | Vannino Chiti            |
| Umbrien → Ergebnis        | Bruno Bracalente 59,9 %   | Riccardo Pongelli 39,9 %   | –                         | – (Mitte-links)          | Mauro Fonzo 1,1 %         | –                         | –        | Claudio Carnieri         |
| Marken → Ergebnis         | Vito D’Ambrosio 51,6 %    | Stefano Bastianoni 38,9 %  | Luca Paolini 0,9 %        | – (Mitte-links)          | Ruggero Morresi 1,1 %     | Achille Castignani 1,2 %  | 6,4 % 1  | Gaetano Recchi           |
| Latium → Ergebnis         | Piero Badaloni 48,1 %     | Alberto Michelini 48,0 %   | –                         | – (Mitte-links)          | Primo Mastrantoni 2,2 %   | Pino Rauti 1,7 %          | –        | Arturo Osio              |
| Abruzzen → Ergebnis       | Antonio Falconio 48,2 %   | Piergiorgio Landini 47,2 % | –                         | – (Mitte-links)          | Riccardo Chiavaroli 2,1 % | Nicola Cucullo 2,5 %      | –        | Vincenzo Del Colle       |
| Molise → Ergebnis         | Marcello Veneziale 50,5 % | Quintino Pallante 49,5 %   | –                         | – (Mitte-links)          | –                         | –                         | –        | Giovanni Di Giandomenico |
| Kampanien → Ergebnis      | Giovanni Vacca 39,3 %     | Antonio Rastrelli 47,9 %   | –                         | – (Mitte-links)          | Domenico Pinto 1,6 %      | Pino Rauti 1,6 %          | 9,6 % 1  | Giovanni Grasso          |
| Apulien → Ergebnis        | Luigi Ferrara 45,8 %      | Salvatore Distaso 49,8 %   | –                         | – (Mitte-links)          | Marco Pannella 1,3 %      | Anselmo Ciuffoletti 2,2 % | –        | Giuseppe Martellotta     |
| Basilikata → Ergebnis     | Angelo Dinardo 54,8 %     | Giampiero Perri 36,6 %     | –                         | Pietro Simonetti 6,4 %   | Giannino Cusano 0,9 %     | Leonardo Giordano 1,3 %   | –        | Antonio Boccia           |
| Kalabrien → Ergebnis      | Donato Veraldi 37,9 %     | Giuseppe Nisticò 44,1 %    | –                         | Pasquino Crupi 9,5 %     | Anna Maria Merlini 0,8 %  | Salvatore Paolillo 1,4 %  | 6,4 %    | Donato Veraldi           |

- 1 Kandidaten für die Liste «Popolari»: Marken, Paolo Polenta (6,4 %); Kampanien, Giovanni Grasso (8,1 %).